# Salpuga
Una salpuga és una formiga de cap gènere en concret amb una picada especialment coent. Són la mena de formigues que en situacions de defensa alliberen una quantitat d'àcid fòrmic que arriba a ser molest per als humans.